# Siegmund Sulzbach
Siegmund Sulzbach (* 9. Juni 1813 in Frankfurt am Main; † 6. Dezember 1876 ebenda) war ein deutsch-schweizerischer Kaufmann, Bankier und Mäzen.

## Leben
Siegmund Sulzbach wurde als ältester Sohn von Abraham Sulzbach und seiner Ehefrau Sara Beyfuss 1813 in Frankfurt am Main geboren. Nach der Schule machte Siegmund eine Lehre beim Frankfurter Tuchhändler C. M. Rapp und war danach fünf Jahre als Commis in dieser Firma tätig. 1834 erhielt Siegmund auf Antrag das Bürgerrecht der Freien Stadt Frankfurt. 1838 wechselte Siegmund Rapp zu seinem Vater, der in Frankfurt ein tägliches Kursblatt der Frankfurter Börse herausgab. Am 5. April 1856 gründete Siegmund Sulzbach zusammen mit seinem jüngeren Bruder Rudolf Sulzbach das Privatbankhaus S. Sulzbach in Frankfurt am Main. Das Bankhaus wurde in den folgenden Jahrzehnten zu einem der einflussreichsten Bankhäuser und engagierte sich im In- und Ausland insbesondere für die neuen Industrien (Elektrotechnik, Chemie) und Verkehrsmittel. Nach der Besetzung Frankfurts durch Preußen 1866 beantragte Siegmund Sulzbach für sich und seine Familie das Bürgerrecht in Thun in der Schweiz, das er auch erhielt. Nach dem Tod von Abraham Sulzbach wurde das Bankhaus 1866 in Bankhaus Gebrüder Sulzbach umbenannt und erfolgreich weitergeführt.
Siegmund Sulzbach starb 1876 im Alter von 63 Jahren in Frankfurt am Main. 1852 hatte Siegmund Sulzbach Henriette Ochs geheiratet. Aus der Ehe ist der Sohn Moritz Sigismund Sulzbach (* 1857) hervorgegangen. Moritz Sulzbach ging 1881 nach Paris und gründete dort ebenfalls eine Bank.